# Faktischer Inländer
Der Begriff des faktischen Inländers wird im Kontext des Ausländerrechts benutzt. Er ist in Bezug auf mögliche Ausweisungen relevant.

## Der Begriff
Der Begriff, der oftmals in Anführungszeichen geschrieben wird, ist nicht eindeutig definiert und wird mit unterschiedlichen Nuancen verwendet.
Aus einem Beschluss des Bundesverfassungsgerichts geht hervor, dass in diesem Zusammenhang zu berücksichtigen ist, ob ein Ausländer in Deutschland geboren oder als Kleinkind nach Deutschland gekommen ist.

Verfassungsrichter Ulrich Maidowski führte in einem Zeitungsinterview auf die Frage, was der Begriff des faktischen Inländers meine, aus:
Faktische Inländer sind Menschen, die viele Jahre ihres Lebens – häufig ihre gesamte Kindheit und Jugend – in Deutschland verbracht haben oder sogar hier geboren sind und sich in unsere Gesellschaft eingefügt haben, die aber nicht die deutsche Staatsbürgerschaft haben. Sie sind hier verwurzelt, haben enge Bindungen an die deutsche Gesellschaft, während sie ähnlich starke Bindungen an den Staat ihrer Staatsangehörigkeit nicht entwickelt haben.

## Bedeutung
Die Anerkennung als faktischer Inländer ist in Bezug auf eine mögliche Ausweisung relevant, weil dann aufgrund des Grundrechts auf freie Entfaltung der Persönlichkeit gemäß Art. 2 Abs. 1 Grundgesetz und des Rechts auf Achtung des Privat- und Familienlebens gemäß Art. 8 Europäische Menschenrechtskonvention eine strenge Verhältnismäßigkeitsprüfung erfolgen muss. Allerdings besteht nach dem Bundesverfassungsgericht „für faktische Inländer kein generelles Ausweisungsverbot“.